# Detta O’Cathain, Baroness O’Cathain

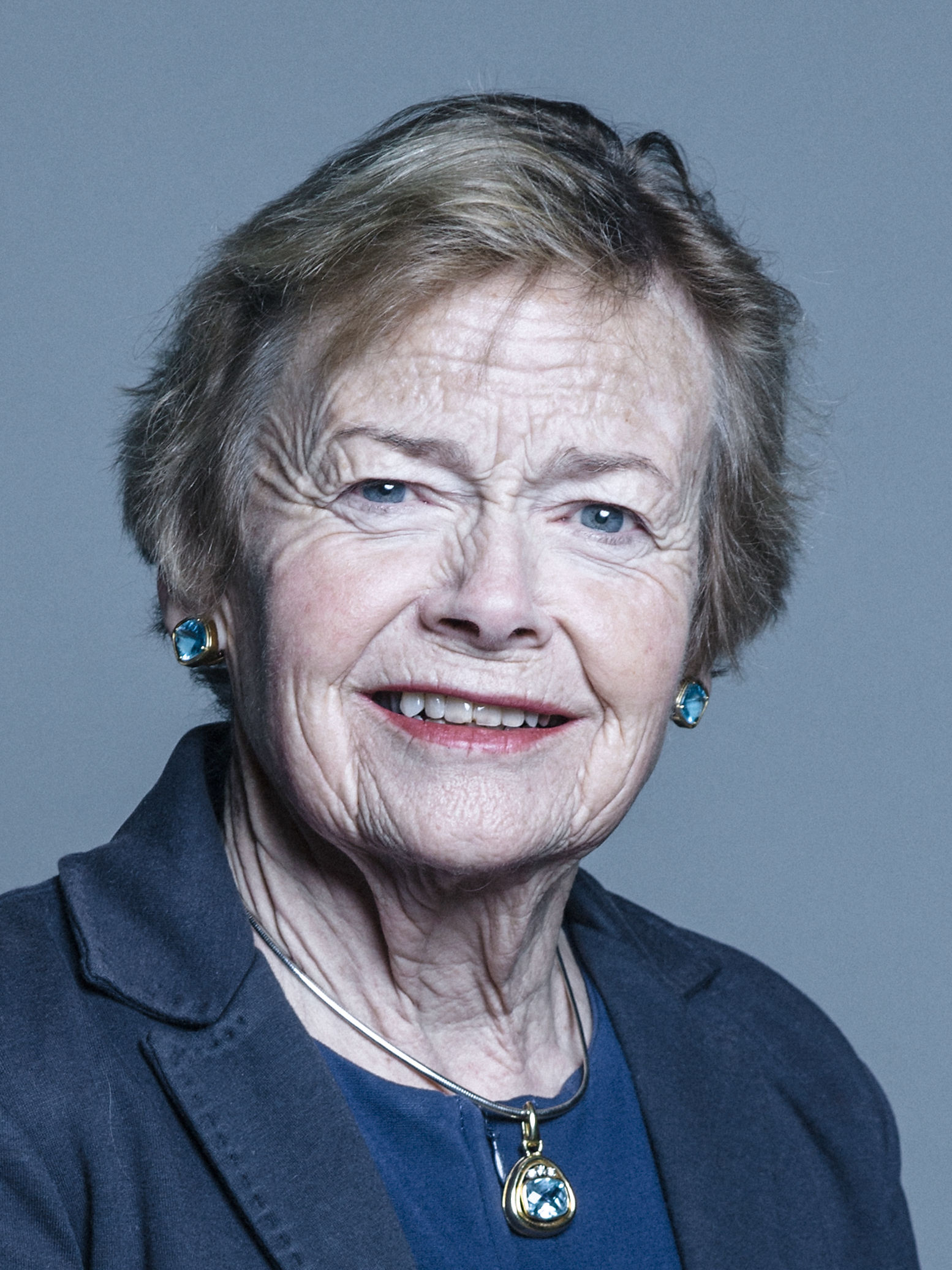
Detta O’Cathain, Baroness O’Cathain

Detta O’Cathain, Baroness O’Cathain [ˌoʊkəˈhɔɪn] OBE (* 3. Februar 1938 in Laurel Hill, County Limerick, Irland; † 23. April 2021 in Arundel, West Sussex) war eine britische Wirtschaftsmanagerin und Politikerin der Conservative Party. Sie war ab 1991 als Life Peeress Mitglied des House of Lords.

## Leben
Nach dem Besuch des Laurel Hill Convent im County Limerick absolvierte sie ihre weitere Ausbildung in Großbritannien und war anschließend als Wirtschaftsmanagerin tätig wie zum Beispiel als Geschäftsführerin des Milk Marketing Board. Daneben engagierte sie sich als Mitglied des Designrates zwischen 1978 und 1980 sowie danach des Ingenieursrates von 1980 bis 1983. 1984 wurde sie Direktorin der Midland Bank und behielt diese Funktion bis 1993. Zusätzlich war Detta O’Cathain, die 1983 Officer des Order of the British Empire wurde und von 1986 bis 1992 Mitglied des Rates der Industrial Society war, zwischen 1985 und 2000 Mitglied des erweiterten Vorstands (Non-Executive Director) von Tesco sowie von 1987 bis 1994 von Sears. 1990 wurde sie Geschäftsführer des Barbican Centre, des größten Kultur- und Konferenzzentrum Londons, und übte diese Funktion bis 1995 aus.
Detta O’Cathain wurde durch ein Letters Patent vom 21. Juni 1991 als Baroness O’Cathain, of The Barbican in the City of London, zur Life Peeress erhoben. Kurz darauf erfolgte am 3. Juli 1991 ihre Einführung als Mitglied des House of Lords. Im Oberhaus gehört sie zur Fraktion der Conservative Party.
In der Folgezeit fungierte sie zwischen 1993 und 2004 als Mitglied des erweiterten Vorstände von British Airways, von 1994 bis 1996  von British Electric Traction (BET plc) sowie ferner zwischen 1995 und 2005 von BNP Paribas Holdings. Ferner war sie auch Mitglied der erweiterten Vorstände von Thistle Hotels (1996 bis 2003), von South East Water (1998 bis 2008), von William Baird plc (2000 bis 2002) sowie von Alders plc (2000 bis 2003).
Detta O’Cathain, die zwischen 1996 und 1998 erst Vizepräsidentin und dann bis 2001 Präsidentin des Chartered Institute of Marketing (CIM) in Cookham war, fungierte von 2000 bis 2007 als Schirmherrin von Women in Banking and Finance und war seit 2010 Vorsitzende des Rates der Kathedrale von Chichester.
Seit 1968 war sie mit William Ernest John Bishop († 2001) verheiratet. Sie starb am 23. April 2021 in Arundel im südenglischen West Sussex.